# Valerian e a Cidade dos Mil Planetas
Valérian et la Cité des mille planètes (Valerian e a Cidade dos Mil Planetas no Brasil e em Portugal) é um filme francês de ficção científica, lançado em 2017, escrito, dirigido e produzido por Luc Besson, baseado na série de quadrinhos Valérian et Laureline criado por Pierre Christin (roteiro) e Jean-Claude Mézières (desenhos). O filme foi inspirado pelo sexto álbum da série L'Ambassadeur es ombres, publicado em 1975.
Besson independentemente montou e financiou pessoalmente Valerian, com um orçamento de produção entre US$ 177-180 milhões, é o filme europeu e independente mais caro já feito.
O filme foi lançado pela STX Entertainment em 21 de julho de 2017 nos Estados Unidos e em 26 de julho na França pela EuropaCorp. Valerian recebeu críticas mistas de críticos, que criticaram o texto e a trama, mas elogiaram os recursos visuais. Com um faturamento de US$ 223 milhões em todo o mundo, foi um fracasso de bilheteria devido aos altos custos de produção e publicidade, com perdas estimadas de US$82 milhões.

## Enredo
No século 28, após o fim da construção da Estação Espacial Internacional, diversas raças alienígenas fazem contato com a humanidade e adicionam sua tecnologia à estação, tornando sua massa demasiadamente grande para mantê-la na órbita da Terra. A EEI então é impulsionada para o espaço profundo e se torna Alpha, uma gigantesca cidade espacial, abrigando milhões de espécies de todos os cantos do universo. Uma divisão especial da polícia é criada para manter a paz e a ordem no universo, dela fazem parte o Major Valérian e a Sargenta Laureline.
A caminho de uma missão, Valérian sonha com um planeta, onde uma raça humanóide vive de forma pacífica, eles pescam pérolas de alta energia e usam pequenos animais para reproduzi-las. Destroços começam a cair do céu, seguidos de uma explosão gigante. Momentos antes de ser morta pela explosão, uma princesa consegue enviar um sinal telepático ao espaço.
Agitado, Valérian acorda. Após uma análise revelar que seu sonho pode ter sido uma visão, ele percebe que sua missão é recuperar um conversor Mül, sendo conhecido por replicar tudo o que come. É o último de seu tipo e atualmente está em posse de Igon Siruss, um negociante do mercado negro. Antes de partirem, Valérian pede Laureline em casamento, mas ela recusa por conta de seus casos passado e sua aversão ao compromisso.
Chegando ao planeta Kirian, no "Big Market", um mercado extra-dimensional, Valérian interrompe uma reunião entre Igon e dois seres encapuzados parecidos com os humanoides de sua visão. Eles também procuram o conversor, mostrado como um dos animais da visão. Valérian e Laureline o roubam incluindo uma das pérolas. A bordo de sua nave, Valérian descobre que o planeta Mül foi destruído 30 anos antes, e todas as informações acerca são confidenciais.
Após o retorno a Alpha, o comandante Arün Filitt informa que o centro da estação foi infectado por uma força desconhecida, tornando o ambiente tóxico. Tropas foram enviadas e não retornaram. A dupla é designada para proteger o comandante durante uma cúpula entre os líderes da estação. Contra as ordens de Arün, Laureline mantém a posse do conversor.
Durante a cúpula, os humanoides imobilizam todos os líderes e sequestram Filitt. Valérian os persegue até a área infectada e bate sua nave. Evitando a prisão por insubordinação, Laureline pede a ajuda de três aliens comerciantes para encontrá-lo. Ela o acorda, mas é sequestrada por uma tribo primitiva do planeta Goara que tem território nas proximidades. Valérian a salva com a ajuda de Bubble, uma alien transmorfa. Bubble é mortalmente ferida e morre, mas não antes de dizer para Valérian nunca desistir de Laureline.
Ambos exploram a área infectada e descobrem que não é tóxica, além de conter destroços de várias naves antigas. Eles encontram os humanoides, conhecidos como Pérolas, com Filitt incosciente. Seu líder, o imperador Haban Limaï, explica que seu povo viveu pacificamente em Mül, até que houve uma batalha na órbita do planeta entre a frota humana e outra conhecida como "Territórios do Sul". Fillit ordenou o uso de três mísseis termonucleares, que desativou a nave inimiga mas a fez cair em Mül, aniquilando o planeta. Ao morrer, a princesa Lihö-Minaa transferiu sua alma para o corpo de Valérian. Um pequeno grupo sobreviveu se escondendo em uma nave humana destruída. Eles a consertaram e aprenderam sobre a tecnologia e história da humanidade. Finalmente chegando a Alpha, eles assimilaram mais conhecimento e construíram uma nave própria. Precisavam apenas da pérola e do conversor para lançar a nave e encontrarem um novo planeta para colonizarem. Filitt acorda e admite seu papel no genocídio, mas argumenta que era necessário para acabar com a guerra e encobrir para que os humanos não fossem expulsos da estação Alpha.
Valérian e Laureline devolvem a pérola e o conversor. Enquanto a nave dos Pérolas está prestes a decolar, os soldados robóticos de Filitt atacam o grupo, incluindo os soldados enviados para ajudar a dupla, mas são derrotados. A nave parte e Filitt é preso. Valérian e Laureline são deixados a deriva em um antigo módulo de serviço Destiny  da EEI. Enquanto esperam o resgate, Laureline responde a proposta de Valérian com um "talvez".

## Elenco
- Dane DeHaan como Valérian
- Cara Delevingne como Laureline
- Clive Owen como Arün Filitt
- Rihanna como Bubble

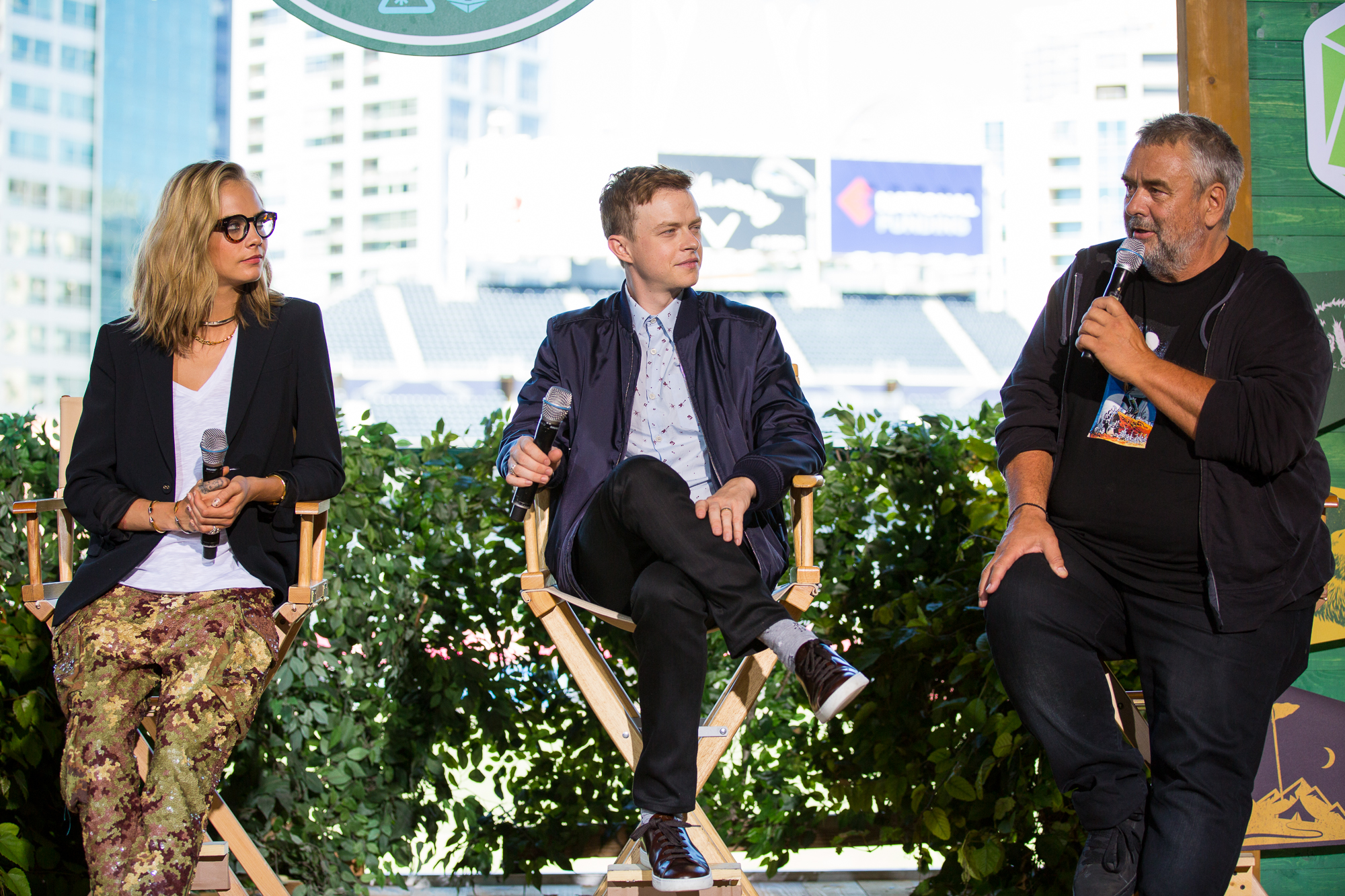
Delevingne, DeHaan eLuc Besson na San Diego Comic-Con 2016.

- John Goodman como Igor Siruss (voz)
- Herbie Hancock como Ministro da Defesa
- Rutger Hauer como Presidente da Federação do Estado Mundial
- Kris Wu como capitão Neza
- Stefan Konarske como Capitão Zito

## Produção
Desenvolvimento

Embora Luc Besson seja fã dos quadrinhos de Valérian, ele não considerou seriamente adaptá-los a um filme até que ele estivesse trabalhando em O Quinto Elemento. Durante esse projeto, Besson convidou o ilustrador Jean-Claude Mézières para trabalhar no filme que pediu a Besson: 
| “ | Por que você está fazendo esse filme de merda? Por que você não faz Valerian? | ” |

Embora na época Besson sentiu que fazer o filme era "impossível" (dada a enorme relação monstro-humano), ao longo dos anos reconsiderou o projeto até que ele finalmente conhecesse uma maneira de fazê-lo. O lançamento de Avatar serviu como uma benção e uma maldição para Besson 
| “ | Tecnicamente, eu podia ver que podemos fazer tudo agora. O filme provou que a imaginação é o único limite. | ” |

 No entanto, ele também sentiu que "James Cameron empurrou todos os níveis para o alto", o que o fez acreditar que seu roteiro não era bom o suficiente, então ele reescreveu. Em última análise, o storyboard para o filme demorou sete meses.
Em 2012, foi anunciado que Luc Besson planejava fazer um filme baseada na série de quadrinhos francesa Valérian et Laureline, lançada em 1967.
Em 12 de Maio de 2015, Besson revelou em seu primeiro tweet que ele iria escrever e dirigir um filme de Valérian, enquanto Dane DeHaan e Cara Delevingne iriam estrelar a produção. DeHaan e Delevingne irão interpretar os agentes espaço-temporais de uma Terra futurista. Em 19 de Agosto de 2015, Clive Owen assinou para interpretar o Comandante Arun Filitt no filme.  Este filme marca o retorno do diretor a ao subgênero space opera, vinte anos depois de O Quinto Elemento, e confirma o seu apelo a ficção científica, especialmente depois de Lucy sucesso mundial em 2014.

## Possível sequência
Apesar de o filme não ter ido bem nas bilheterias, o diretor Luc Besson afirma que uma sequência ainda é possível devido à reação positiva dos fãs.